# Johann Gottfried Seume

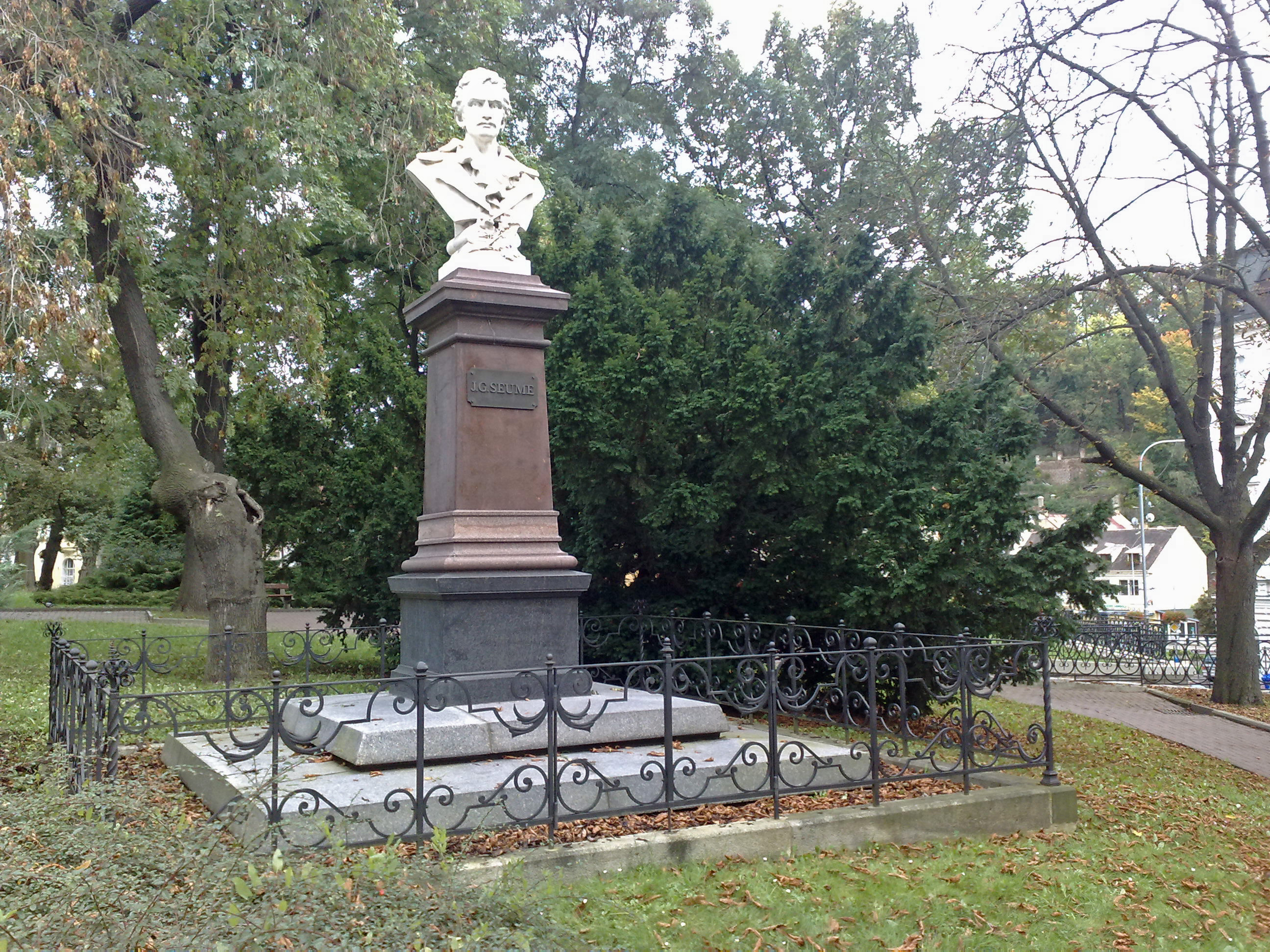
Mellszobra Teplitzben

Johann Gottfried Seume (Poserna, 1763. január 29. – Teplice, 1810. június 13.) német író és költő.

## Életrajz

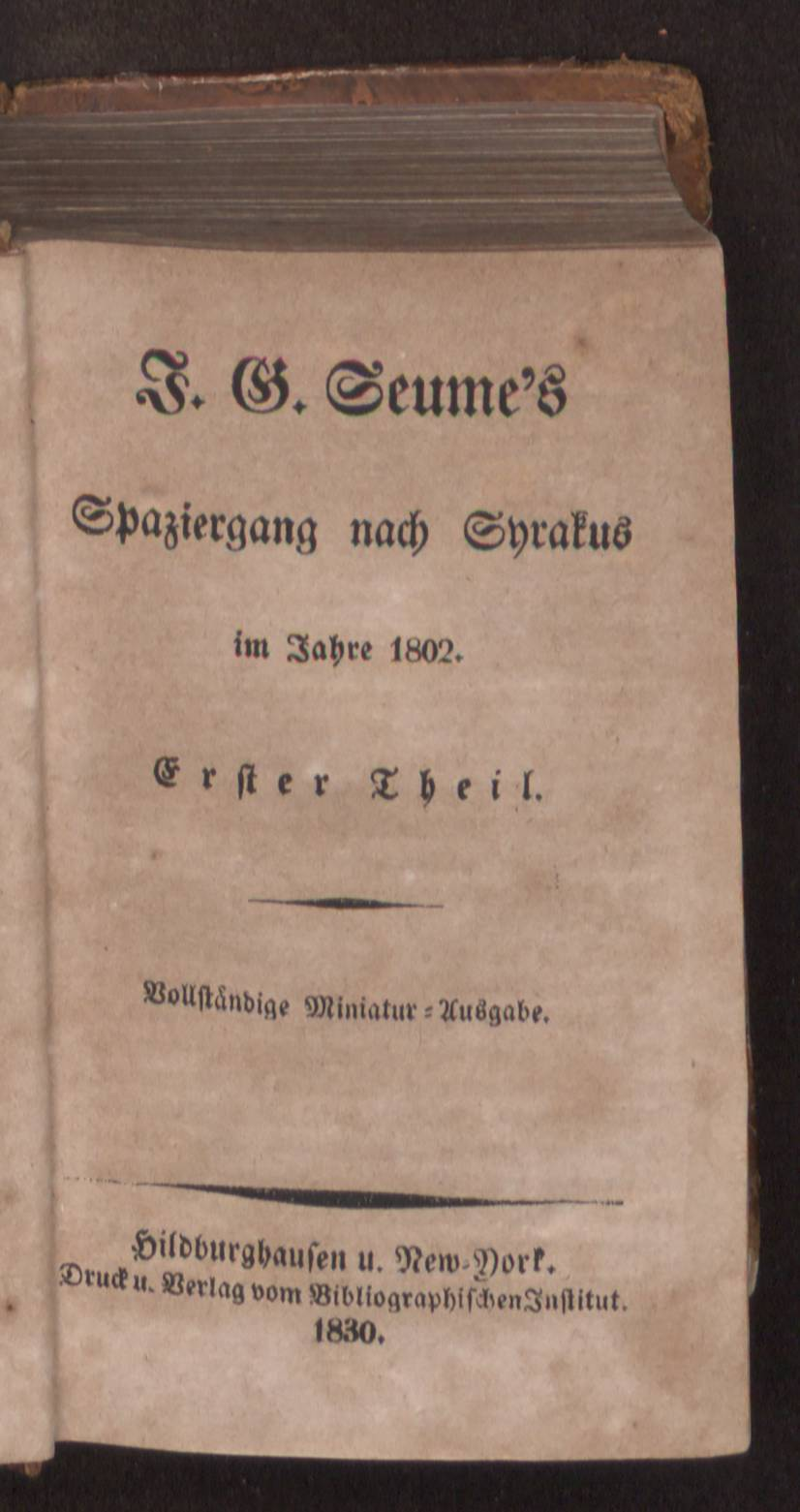
Spaziergang nach Syrakus im Jahre 1802, 1830-1841

Hohenthal-Krauthain gróf az árva fiút a Nikolai-iskolába, később Lipcsében a teológiai tanfolyamra járatta. Párizsba indult, de útközben toborzók kezébe került, akik hesseni szolgálatban Amerikába vitték. Kanadából hazatérve porosz toborzók kezébe került, akik Emdenbe vitték. Innen megszökött és fogságba esve alig kerülte ki a halálbüntetést. Mint Joszif Igelström orosz tábornok titkára Varsóba ment és ott katonatiszt lett. Megkezdett önéletrajzát Clodius fejezte be (uo. 1814).

## Munkái
- Gedichte (Riga, 1801)
- Spaziergang nach Syrakus (új kiadás Osterleytől: Lipcse, 1868)
- Mein Sommer im J. 1805 (uo. 1807, 2. kiadás 1815)
- Sämmtliche Werke (12 kötet, uo. 1812, új kiadás: Berlin, 1879)